# Christian Nerlinger
Christian Nerlinger (Dortmund, 21 marzo 1973) è un ex calciatore e dirigente sportivo tedesco.

## Carriera

### Club
Ha giocato come centrocampista. Cresciuto nel TSV Forstenried, nel 1986 viene acquistato dal Bayern Monaco che lo fa giocare per diverse stagioni nella propria formazione B e lo aggrega alla prima squadra nel 1992; con i bavaresi vincerà due Bundesliga, una Coppa di Germania ed una Coppa UEFA. Nel 1998 si trasferisce al Borussia Dortmund, squadra della sua città, dove rimarrà per 3 stagioni. Tra il 2001 ed il 2004 milita con gli scozzesi del Rangers (vincendo due Coppe di Scozia ed un Campionato scozzese). Termina la sua carriera agonistica nei tedeschi del Kaiserslautern nel 2006.

### Nazionale
Dopo aver giocato con continuità nella Nazionale Under-21 di calcio della Germania, tra il 1998 ed il 1999 è stato anche nel giro della Nazionale maggiore disputando 6 presenze e segnando una rete (precisamente al suo debutto con la selezione teutonica, avvenuta in amichevole contro la Romania).

### Dirigente sportivo
Dopo aver chiuso la carriera da calciatore ha studiato Commercio internazionale e poi nel 2008 è diventato Team manager del Bayern Monaco, dal 2009 al 2012 è invece stato Direttore Sportivo sempre del sodalizio bavarese.

## Statistiche

### Cronologia presenze e reti in Nazionale
| Cronologia completa delle presenze e delle reti in nazionale ― Germania | Cronologia completa delle presenze e delle reti in nazionale ― Germania | Cronologia completa delle presenze e delle reti in nazionale ― Germania | Cronologia completa delle presenze e delle reti in nazionale ― Germania | Cronologia completa delle presenze e delle reti in nazionale ― Germania | Cronologia completa delle presenze e delle reti in nazionale ― Germania | Cronologia completa delle presenze e delle reti in nazionale ― Germania | Cronologia completa delle presenze e delle reti in nazionale ― Germania |
| Data                                                                    | Città                                                                   | In casa                                                                 | Risultato                                                               | Ospiti                                                                  | Competizione                                                            | Reti                                                                    | Note                                                                    |
| ----------------------------------------------------------------------- | ----------------------------------------------------------------------- | ----------------------------------------------------------------------- | ----------------------------------------------------------------------- | ----------------------------------------------------------------------- | ----------------------------------------------------------------------- | ----------------------------------------------------------------------- | ----------------------------------------------------------------------- |
| 5-9-1998                                                                | Ta' Qali                                                                | Germania                                                                | 1 – 1                                                                   | Romania                                                                 | Amichevole                                                              | 1                                                                       |                                                                         |
| 14-10-1998                                                              | Chișinău                                                                | Moldavia                                                                | 1 – 3                                                                   | Germania                                                                | Qual. Euro 2000                                                         | -                                                                       | 51’                                                                     |
| 6-2-1999                                                                | Jacksonville                                                            | Stati Uniti                                                             | 3 – 0                                                                   | Germania                                                                | Amichevole                                                              | -                                                                       | 46’                                                                     |
| 9-2-1999                                                                | Miami                                                                   | Colombia                                                                | 3 – 3                                                                   | Germania                                                                | Amichevole                                                              | -                                                                       | 46’                                                                     |
| 4-9-1999                                                                | Helsinki                                                                | Finlandia                                                               | 1 – 2                                                                   | Germania                                                                | Qual. Euro 2000                                                         | -                                                                       | 79’                                                                     |
| 9-10-1999                                                               | Monaco di Baviera                                                       | Germania                                                                | 0 – 0                                                                   | Turchia                                                                 | Qual. Euro 2000                                                         | -                                                                       | 46’ 78’                                                                 |
| Totale                                                                  |                                                                         | Presenze                                                                | 6                                                                       |                                                                         | Reti                                                                    | 1                                                                       |                                                                         |

## Palmarès

### Competizioni nazionali
- Campionato tedesco: 2

Bayern Monaco: 1993-1994, 1996-1997
- Coppa di Germania: 1

Bayern Monaco: 1997-1998
- Campionato scozzese: 1

Glasgow Rangers: 2002-2003
- Coppa di Scozia: 2

Glasgow Rangers: 2002, 2003

### Competizioni internazionali
- Coppa UEFA: 1

Bayern Monaco: 1995-1996